# Circondario di Bari delle Puglie
Il circondario di Bari delle Puglie era uno dei tre circondari in cui era suddivisa la provincia di Bari delle Puglie, esistito dal 1861 al 1927.

## Storia
Con l'Unità d'Italia (1861) la suddivisione in province e circondari stabilita dal Decreto Rattazzi fu estesa all'intera Penisola.
Nel 1926 al circondario di Bari furono aggregati i comuni sino ad allora facenti parte del soppresso circondario di Altamura. 
Nel 1927 il circondario di Bari delle Puglie fu abolito, come tutti i circondari italiani, nell'ambito della riorganizzazione della struttura statale voluta dal regime fascista. Tutti i comuni che lo componevano rimasero in provincia di Bari delle Puglie.

### Suddivisione in mandamenti
- Mandamento di Bari:
Bari
- Mandamento di Modugno:
Modugno (con il borgo aggregato di Palese[2]), Bitritto
- Mandamento di Palo:
Palo
- Mandamento di Bitonto:
Bitonto
- Mandamento di Giovinazzo:
Giovinazzo
- Mandamento di Capurso:
Capurso, Carbonara[2], Ceglie[2], Cellamare, Triggiano
- Mandamento di Canneto:
Canneto[3], Montrone[3], Loseto, San Nicandro, Valenzano
- Mandamento di Acquaviva:
Acquaviva
- Mandamento di Casamassima:
Casamassima
- Mandamento di Rutigliano:
Rutigliano, Noja
- Mandamento di Mola:
Mola
- Mandamento di Conversano:
Conversano
- Mandamento di Turi:
Turi, Casal San Michele[4]
- Mandamento di Putignano:
Putignano
- Mandamento di Castellana:
Castellana
- Mandamento di Monopoli:
Monopoli, Polignano
- Mandamento di Fasano:
Fasano
- Mandamento di Bitetto:
Bitetto
- Mandamento di Luogorotondo:
Luogorotondo, Cisternino